# Capeta
『capeta』（カペタ）は、モータースポーツを題材とした日本の漫画作品。作者は曽田正人、共同原作者は冨山玖呂。『月刊少年マガジン』にて2003年3月号より2013年4月号まで連載された。単行本は全32巻。
第29回講談社漫画賞少年部門受賞。テレビ東京系列でアニメ化もされている。

## 概要
この作品の主人公はカートに魅せられた少年・平勝平太（たいら かっぺいた）。曽田の作品の例に漏れず、この主人公も初めてのサーキットで度肝を抜く走りを見せるなど、天才肌の人物である。コース上でのライバルとの戦いと並んで、レース界の厳しい実力主義や、個人活動を続ける困難も描かれており、主人公は徐々に支援者を増やしながら、それらの逆境を乗り越えていく。
漫画本編は主人公がプロレーサーを目指してヨーロッパへ旅立とうとする時点で完結し、その先の未来像については語られなかった。曽田は連載終了にあたり「完結については2年前にほぼ決めました」「この終わり方がベストだと確信しています」と述べている。なお、以前に行った小林可夢偉との対談では、主人公のF1デビューレースとしてイメージしていたこと（チャンピオン相手に一歩も引かないバトル）を、小林が2009年ブラジルGPで実際にやってくれた、と語っていた。
漫画とのコラボレーション企画として、2011年の全日本F3選手権に参戦した山内英輝が、主人公と同じカラーリングのマシンで出場した。

## あらすじ
幼くして母を失い、父と2人で暮している少年、平勝平太（通称カペタ）。ある日、カペタの父は捨てられていた材料を使って手製のレーシングカートを造り、それをカペタに与えた。これが彼の運命を大きく変えることになる。カペタは仲間たちと「チーム・カペタ」を結成し、ジュニアカートに参戦。そこでライバルかつ目標となる源奈臣と出会う。
中学生になったカペタは、カートレース界の有力選手に成長。3年間使い古したマシンで苦戦しながらも、志波リョウを退けて全日本カート選手権ICAクラスのチャンピオンを獲得する。
活動資金が底をつき、カペタはレースを諦める事を覚悟するが、親友である安藤信に助けられ、ステラ自動車の新人オーディション (FSRS) に挑戦。ドライバー育成プログラム (S.D.P.) に補欠合格し、4輪レースの登竜門フォーミュラ・ステラ（Fステ）に参戦する。さらにノア・モータースポーツの竹森基に認められ、16歳にして全日本F3選手権にステップアップする。ここでもプライベーターゆえの苦労を味わうが、AYKチームの金田彬とのルーキー対決を制して、最年少F3チャンピオンを獲得する。
カペタはステラワークスの一員として、世界の精鋭が集うマカオグランプリに出場。ユーロF3に挑戦していた源と再会し、優勝を賭けたマッチレースを展開する。経済不況によるメーカー支援の縮小という逆風の中で、ふたりは最高峰のF1を目指して競いあうことを誓う。

## 登場人物

### 主人公と周囲の人々（チーム・カペタ）
平 勝平太（たいら かっぺいた）
愛称「カペタ」。本編の主人公。1990年6月20日生まれ。身長：162cm。血液型はA型。作中では小学4年生から高校1年生までの成長過程が描かれる。
仕事に明け暮れる父を気遣い、幼くして自身の本心を押さえ、何をやっても本気になれず退屈な日々を過ごしていたが、レーシングカートと出会い、本格的にレースに打ち込むことになる。
初めて乗るマシンでも短時間でコツをつかみ、爆発的なラップタイムを叩き出す才能を持つ。カート時代より荷重移動を用いてマシンの向きを変え、コーナーの通過速度を高めるドライビングスタイルを身につけている。「マシンが一番気持ちいい走り」を理想とし、そのためには身体の酷使に耐えることも厭わない。
普段は温厚で優柔不断な性格だが、レースのこととなると闘争心を露わにし、有利な状況を作るため計算高く非情な一面もみせる。
ライバルの源奈臣には尊敬も抱いており、一歩先を進んでいく源と同じ舞台で戦うことを目標にしていた。女性に関しては鈴木茂波のことが苦手な一方で、源奈々子や秦紀子などのお姉さんタイプに弱い。最終話で紀子から告白され、恋人関係に。
平 茂雄（たいら しげお）
カペタの父親。愛称「シゲさん」。
妻に先立たれた後、イカリ舗装で働きながら、男手ひとつでカペタを育て上げた。路面工事で訪れたカート場のスクラップを集め、カペタの初めてのレーシングカートを作り上げる。息子の夢を支えるため懸命に働き、レース会場への搬送やメカニックの整備も手伝う。
レースについて源奈々子に相談するうちに親しくなり、やがて真剣な交際を始める。
鈴木 茂波（すずき もなみ）
カペタの幼馴染。
男勝りの勝気な性格で、「チーム・カペタの監督」を自称し、ノブと共にカペタを前進させるアドバイスを贈る。
カート関係者の中では愛らしい容姿が知られており、中学生時代にはタレント事務所からスカウトされ、グラビアアイドルとしてデビュー。芸能界でも人気者となり、女優としてドラマに主演する。（アニメ版では、玉木薫にスカウトされ、グラビアアイドルになるための活動をしていたが、茂波の意向で歌手になると決意する。エムベックスのオーディションに出場し落選してしまうが、有名プロデューサーのユウジにスカウトされ、歌手としてデビューした。）
幼少時はカペタの父親に恋心を抱いていた。源奈臣をカペタのライバルとして敵視していたが、レース中の事故をきっかけに源と親密な仲になり、日本とヨーロッパで遠距離交際を続けている。
安藤 信（あんどう のぶ）
カペタの小学校以来の同級生。公私に渡り、固い友情で結ばれたパートナーでもある。
カペタの実力と能力を見抜いており、初めは何事にも本気を出さないカペタに苛立ちを感じていたが、カペタがカートレースでみせた才能に魅了され、全面的に応援することを決めた。
中学時代はチーム・カペタのマネージャーとして、活動計画や資金集めを担当。FSRS事務所にカペタの実績を売り込むなど、大人びた行動力をみせる。中学卒業時は、本格的に語学とスポーツマネージメントを学ぶためアメリカへ留学し、プロマネージャーになることを目指している。
小学生の頃から鈴木茂波のことを好きだったが告白しなかった。カペタは彼女と源の仲を伝えようか悩んだ末、留学前に伝えられなかった。
井狩 俊樹（いかり としき）
茂雄の勤務する「イカリ舗装」の社長。
カート時代にカペタのパーソナル・スポンサーとして資金援助をしたほか、年長者としての含蓄あるアドバイスを送る。叩き上げで会社を大きくした志をカペタに受け継いで欲しいと、密かに期待している。
サルッキー
チーム・カペタのマスコット的存在のサル。
本名は「ラインハルトIII世」。元は桃太郎のペットだったが、カペタに懐いたため譲られた。

### 幼少編
源 奈臣（みなもと なおみ）
実母が指揮するカートチーム「オートハウス」のエースドライバー。カペタより年齢は1つ上である。血液型はO型。
幼少期からF1ドライバーとなるべく英才教育され、カート時代は国内で無敵を誇った。フォーミュラ・ステラでもチャンピオンを獲得し、S.D.P.からヨーロッパへ派遣。URTチームからユーロF3に参戦し、世界レベルでも活躍が注目され始めている。ドライビングでは、深いブレーキングを武器にする。
感情をあまり表に出さないタイプで、実母からは歌舞伎顔と呼ばれている。家事全般が得意で、語学力も堪能。プロ意識が高く、レース後のスポンサーへの結果報告など、周りの期待に応えるための努力を怠らないようにしている。
カペタに対しては天才的なセンスを認めているが、環境作りの努力が足りないと不満を感じていた。一方で、カペタの相談役である安藤信の存在をうらやましく思うこともある。カート時代より鈴木茂波に好意を持っており、カペタの知らないところでアプローチに成功。ヨーロッパ滞在中も交際を続けている。
源 奈々子（みなもと ななこ）
源奈臣の母親。カートチーム「オートハウス」の監督。本業の開業医としても成功している。
若いころはカートの全日本選手権で優勝の経験を持つ。「胸が大きくてステアリングを操作できない」ために現役を引退したというプロポーションの持ち主。離婚後、息子を厳しく育て上げたが、依然として美貌と若々しさを保っている。
カペタの才能をいち早く見抜き、奈臣の競争相手としてオートハウスに勧誘したこともあったが、その後はレース活動や進路の良き相談相手となっている。父茂雄と意気投合し、息子たちにも報告するほど真剣に交際するようになった。
飛田 勇（とびた いさむ）
「オートハウス」所属のレーサー。
上手いものの平凡な選手だったが、カペタとのバトルを通じてレースの楽しさに目覚め、全日本チャンピオンを争うレベルの選手に成長する。
田川上 桃太郎（たがわじょう ももたろう）
カペタのデビューレースに出場していた、大企業の御曹司。
ドライバーとしての才能はカペタらに及ぶべくもないが、カペタの才能に惚れ込み、後に様々な援助を申し出てくる。飛び級で海外留学した秀才で、独自の美意識を持つ。

### 中学生編
志波 リョウ（しば リョウ）
「カートショップおかくら」所属のドライバー。1989年8月7日生まれ。血液型はAB型。
源奈臣と同期だが、全日本カートからフォーミュラ・ステラまでカペタとしのぎを削る。ジャニーズ系の外見とは裏腹に、根は真面目で努力家。雨のレースを得意とする。
カートのチャンピオン決定戦でカペタに敗れ、FSRSの最終選考で見返したものの、フォーミュラ・ステラでも補欠合格のカペタにシートを奪われるという屈辱を味わう。カペタがF3にステップアップした後、2年目のフォーミュラ・ステラに参戦中。
安達 隼人（あだち はやと）
カート雑誌「月刊Jカート」のデスク。
ジャーナリストとしてカペタの才能に惚れ込み、追いかけていくことを決意。後に総合モータースポーツ誌「週刊オートレーシング」に転属する。

### フォーミュラ・ステラ編
加賀美 敦也（かがみ あつや）
ステラ自動車の国内モータースポーツ活動の責任者。フォーミュラ・ステラ・レーシングスクール (FSRS) 校長。
かつてはステラのワークスドライバーとしてスポーツカー世界選手権（SWC）で活躍した。興奮すると現役当時の体験談を語り始める。
田中 肇（たなか はじめ）
FSRS事務局員。安藤信の売り込みでカペタをオーディションに参加させて以降、何かとカペタに目をかける。
作者曰く、中盤から最大の当たりキャラであり、特徴である女口調は作者の父に似ているらしい。
新河 英樹（しんかわ ひでき）
フォーミュラ・ニッポンやSUPER GTのチャンピオン経験をもつ国内トップドライバー。血液型はA型。
FSRS出身で講師としても参加し、担当したカペタの素質を評価する。F1参戦を目指し、ステラF1チームのテストにも参加したが、実現には資金面と年齢というハードルがある。
キャラクターのモデルは俳優の坂口憲二。作者は似顔絵が苦手だが、周りからは直ぐに当てられたと言っている。
秦 紀子（はた のりこ）
FSRS受講生。1988年4月18日生まれ。愛知県出身。身長：167cm、体重：57kg。普通自動二輪の免許を取得している。
元レーシングドライバーの父親をもち、女の子らしい生活には興味を持たず、レーサーを目指してきた。FSRSでは一次で落選したが、翌年パーセック・モータースポーツよりフォーミュラ・ステラに参戦。F3へのステップアップを目指している。
外見はボーイッシュで、女子高の後輩から人気がある。2歳年下のカペタのことを頼りない弟分のように思っていたが、「才能のある男に弱い」という自覚があり、急成長するカペタの力になりたいと願うようになる。最後には自ら告白して恋人同士となる。
ミッコ・アホネン
フィンランドから来日したドライバー。スキンヘッドが特徴。
源奈臣も認める実力の持ち主で、フォーミュラ・ステラでは源とシリーズチャンピオンを争ったが、途中参戦したカペタが3連勝したため、タイトルを逃した。その後F3進級テストを受けたが、ノア・モータースポーツのシートをカペタに奪われた。
石原 直樹（いしはら なおき）※アニメは石原 裕太（いしはら ゆうた）
ステラ・ヤングドライバーズ・プログラム (S.D.P.) 所属のレーシングドライバー。年齢はカペタの3歳年上。通称「石原くん」。血液型はAB型。
カペタがFSRSを受講する前年から、選抜レースにペースメーカーとして参加。当時受講生だった源にタイムを抜かれ、1年間FSRS講師陣にイジられ続けた。フォーミュラ・ステラ最終戦でも4輪デビュー戦の源に抜かれるが、シリーズチャンピオンを獲得。
F3ではサムスワークスに所属したが、AYK相手の総力戦では実力不足と判断され、最新パーツの供給対象からはずされた。SUPER GT GT300クラスにも参戦しているが、第3戦直前に風疹にかかり、代役としてカペタが出場した。

### F3編
竹森 基（たけもり もとい）
ノア・モータースポーツ会長兼エンジニア。かつてはステラ系のセミワークスドライバーとして活躍した。
S.D.P.のF3でカペタを見初め、自身のF3チームのドライバーに抜擢する。
加賀美とはドライバー時代から旧知の仲。
モデルは森脇基恭。
赤坂 昇（あかさか しょう）
ステラ系レーシングチームのサムス（ステラワークス・チーム）所属のメカニック。
一度はステラ系販売店に就職するが、レースへの夢を断ちがたくサムスへ再就職。
S.D.P.のF3セレクションのカペタのドライブするマシンを担当した際、竹森の腕に惹かれサムスからノアMSへ出向。
堀 司（ほり つかさ）
ノアMSのメインスポンサーである静岡ステラ自動車販売の代表取締役社長。
竹森やノアMSとの付き合いが長く、F3についての造詣も深い。
カペタのレースに心打たれ、運営資金調達としてステラ系販売店の全国社長会議の場で出資提案を行なった。
桐谷 芹（きりたに せり）
カペタが通う高校の同級生。
レース活動に打ち込んでいるカペタに恋心を抱く。モータースポーツの世界を理解するため、恋のライバルであることを知らず秦紀子に相談する。
作者曰く、カペタの将来の結婚相手候補として登場させたが、紀子に比べるとなぜか読者に支持されなかったという。
金田 彬（かねだ あきら）
カート西日本選手権・FAクラスでの活躍をうけ、ステラのライバル企業・AYKのF3ワークス・チームに18歳で抜擢された、安達いわく「AYKのカペタ」。
AYKエンジンの優位性もあったが、デビュー戦でいきなり表彰台を獲得し、その才能を見せつけた。
実家は大阪で焼肉家を経営。かつてはかなりの不良だったようだが、レースをはじめるに当たって足を洗ったため、地元の旧友とは折り合いが悪い。
同世代であるカペタに対しては、敵チームではあるがジムでトレーニングをしたり、実家の焼き肉店に招くなど仲が良い。タイヤテストの件ではカペタの考えに同意し、新タイヤを供給させるために動いている。ただしカペタがモナミや秦に好かれていることは羨ましく思っている。
和泉 堅三郎（いずみ けんざぶろう）
AYKのF3ワークス・チームの総監督。
かつては自チームを率いて全日本F2や全日本F3000、富士GCを戦い、F1へ門下生を多数送り込んだ。
自チームをたたんだ後、AYKから若手育成の依頼を受け、ステラ陣営に対して長年劣勢だったチームの建て直しを図る。
セバスチャン・デリオン
AYKのF3ワークスのエースドライバー。フランス出身。愛称は「セブ」。
ユーロF3に参戦していたが資金不足で断念。AYKに誘われて全日本F3を戦うため来日した。岡山ラウンドでの金田のチームオーダー違反に激怒する。下北沢在住。
ルネ・コルニュ
URTグランプリのユーロF3チームのレースエンジニア。シーズン途中に加入した源奈臣を担当する。
フォーミュラ・ジアッラの頃より源のブレーキングテクニックを評価し、専用のPFC製ブレーキを調達。SAM'Sからセッティングデータを入手するなど尽力し、ドライバーと強い信頼関係で結ばれる。

## 関連用語
オートハウス・レーシング (AUTO HOUSE)
源奈々子が監督を務めるカート界の強豪チーム。エンドレスをメインスポンサーに持ち、ヤマハのメーカーサポートを受けるという本格的な活動を行う。ドライバーには子供でもプロ意識を植え付けている。
ステラ自動車 (STELLA)
日本の自動車メーカーであり、モータースポーツ活動を行うコンストラクター。ホームサーキットは富士スピードウェイで、近隣の東富士に研究施設とファクトリーを置いている。「ステラF1」のチーム名でF1にも参戦していたが、不況を理由にF1から撤退した。
フォーミュラ・ステラ・レーシング・スクール (FSRS)フォーミュラレース入門者を対象としたタレント発掘機関。現役レーサーによる実技教習、受講者同士の選抜レースなどを行い、成績優秀者はスカラシップ制度に採用される。フォーミュラ・ステラにおけるワークスチームはS.D.P.-FSRS。
フォーミュラ・ステラステラ自動車が主催する入門カテゴリ（ジュニア・フォーミュラ）。通称「Fステ」。ステラエンジンを搭載するワンメイクマシンでシリーズ戦を行い、チャンピオンを決定する。作中では他に金田を輩出した「フォーミュラAYK」、源が参戦したイタリアの「フォーミュラ・ジアッラ」というジュニア・フォーミュラが設定されている。
ステラ・ドライバーズ・プログラム (S.D.P.)F1ドライバー養成を目的とする若手支援プログラム。FSRS出身ドライバーの国内外での活動をバックアップしていたが、F1撤退と同じくして、支援体制が縮小されていく。
サムス (SAM'S)
ステラの国内レース活動を運営するワークス・チーム。F3チームのメインスポンサーはマレーシアの石油企業ペトロノート。
ノア・モータースポーツ
ステラ系のプライベーターF3チーム。静岡県御殿場市に本拠地を置く。資金不足でシーズンフル参戦も危ぶまれる状況だったが、カペタの活躍により新規スポンサーを獲得し、ステラからセミワークス待遇のサポートを受けることになる。
AYK
ステラのライバルとなる自動車メーカー。ホームサーキットは鈴鹿。F3でのワークスは和泉監督率いるAYKレーシング。F3ではしばらくステラの後塵を拝していたが、強力なエンジンを開発して反転攻勢に出る。
パーセック・モータースポーツ
坪巻監督率いるプライベーターチーム。Fステには秦紀子と駒沢卓が出場する。後述のアニメ版では設定が異なり、FSRSの選考に漏れたカペタが所属する。
URTグランプリ
源が所属するユーロF3の強豪チーム。エースのクラウス・リンデマンにチャンピオンを獲らせる体制を敷いており、途中加入した源はチーム内の待遇差に直面する。

## 書籍

### 単行本
- 曽田正人 『capeta』 講談社〈KCデラックス〉、全32巻
  1. 2003年10月16日発売、ISBN 978-4-06-334785-2
  2. 2003年10月16日発売、ISBN 978-4-06-334786-9
  3. 2004年2月17日発売、ISBN 978-4-06-334840-8
  4. 2004年5月15日発売、ISBN 978-4-06-334871-2
  5. 2004年8月17日発売、ISBN 978-4-06-334905-4
  6. 2004年11月17日発売、ISBN 978-4-06-334937-5
  7. 2005年3月17日発売、ISBN 978-4-06-334976-4
  8. 2005年7月15日発売、ISBN 978-4-06-372036-5
  9. 2005年10月17日発売、ISBN 978-4-06-372089-1
  10. 2006年2月17日発売、ISBN 978-4-06-372131-7
  11. 2006年6月16日発売、ISBN 978-4-06-372162-1
  12. 2006年10月17日発売、ISBN 978-4-06-372213-0
  13. 2007年2月16日発売、ISBN 978-4-06-372267-3
  14. 2007年7月17日発売、ISBN 978-4-06-372319-9
  15. 2007年11月16日発売、ISBN 978-4-06-372392-2
  16. 2008年3月17日発売
    - 通常版 ISBN 978-4-06-375460-5
    - 特装版 ISBN 978-4-06-362106-8
オリジナルマグネットシート2枚付き。表紙の絵も通常版と異なる。

  17. 2008年7月17日発売、ISBN 978-4-06-375520-6
  18. 2008年11月17日発売、ISBN 978-4-06-375596-1
  19. 2009年4月17日発売、ISBN 978-4-06-375690-6
  20. 2009年8月17日発売、ISBN 978-4-06-375776-7
  21. 2009年12月17日発売、ISBN 978-4-06-375823-8
  22. 2010年5月17日発売、ISBN 978-4-06-375916-7
  23. 2010年10月15日発売、ISBN 978-4-06-375961-7
  24. 2011年3月17日発売、ISBN 978-4-06-376035-4
  25. 2011年7月15日発売、ISBN 978-4-06-376088-0
  26. 2011年11月17日発売、ISBN 978-4-06-376141-2
  27. 2012年2月17日発売、ISBN 978-4-06-376195-5
  28. 2012年5月17日発売
    - 通常版 ISBN 978-4-06-376637-0
    - 特装版 ISBN 978-4-06-362215-7
主人公カペタのフィギュア付きの特装版である。

  29. 2012年8月17日発売、ISBN 978-4-06-376685-1
  30. 2012年11月16日発売、ISBN 978-4063767261
  31. 2013年2月15日発売、ISBN 978-4063767827
  32. 2013年5月17日発売、ISBN 978-4-06-376821-3
- 曽田正人・冨山玖呂 『capeta 新装版』 講談社〈KCデラックス〉、全16巻
  1. 2024年12月17日発売[6][7]、ISBN 978-4-06-537965-3
  2. 2024年12月17日発売[6][8]、ISBN 978-4-06-537966-0
  3. 2025年1月17日発売[9]、ISBN 978-4-06-538242-4
  4. 2025年1月17日発売[10]、ISBN 978-4-06-538243-1
  5. 2025年2月17日発売[11]、ISBN 978-4-06-538247-9
  6. 2025年2月17日発売[12]、ISBN 978-4-06-538245-5
  7. 2025年3月17日発売[13]、ISBN 978-4-06-538452-7
  8. 2025年3月17日発売[14]、ISBN 978-4-06-538454-1
  9. 2025年4月16日発売[15]、ISBN 978-4-06-538878-5
  10. 2025年4月16日発売[16]、ISBN 978-4-06-538879-2
  11. 2025年5月16日発売[17]、ISBN 978-4-06-539302-4
  12. 2025年5月16日発売[18]、ISBN 978-4-06-539300-0
  13. 2025年6月17日発売[19]、ISBN 978-4-06-539562-2
  14. 2025年6月17日発売[20]、ISBN 978-4-06-539563-9
  15. 2025年7月16日発売[21]、ISBN 978-4-06-540396-9
  16. 2025年7月16日発売[22]、ISBN 978-4-06-540397-6

### ガイドブック
作品『capeta』とモータースポーツについて解説したオフィシャル・ガイドブック。
- 『capeta　THE　GUIDE　BOOK』 2005年10月17日発売 ISBN  978-4-06-372082-2

## テレビアニメ
2005年10月4日から2006年9月26日までテレビ東京系列で、毎週火曜日午後6時より放送。全52話。放送局の編成により27話から放送時間が30分繰り上げになった。また、CS放送のフジテレビ739でも再放送が行われていた。
構成は原作での1巻～11巻（カートとの出会いから、フォーミュラ・ステラオーディション辺りまで）を中心にオリジナルストーリーを交えたもので、終盤は完全オリジナルのストーリーとなっている。原作より先にカペタがフォーミュラデビューしており、最終回ではカペタと源がF1イタリアGPでデッド・ヒートを繰り広げるラジオ放送がある。
第14話までの小学生編では、実年齢と同じ小中学生の子役がメインキャラクターの声優を担当。このうち鈴木茂波役の宮本侑芽は後年「本当に苦戦した」と語っている。
本作終了後、テレビ東京火曜夕方の創通制作関与アニメは2018年4月3日開始の『ガンダムビルドダイバーズ』（枠は17:55 - 18:25）まで11年半途絶えた。

### キャスト
- 平勝平太：安達直人（小学生編）/豊永利行（中学生編）
- 安藤信：滝原祐太（小学生編）/喜安浩平（中学生編）
- 鈴木茂波：宮本侑芽（小学生編）/菊地美香（中学生編）
- 平茂雄：小手伸也
- 熊田茂吉：永野広一
- 源奈臣：内藤玲
- 源奈々子：大輝ゆう
- 井狩社長：トニーヒロタ
- 三浦：木内秀信
- 田川上桃太郎：福麻むつ美
- 三瓶武：海鋒拓也
- 飛田勇：宮里駿（小学生編）/渡辺慶（中学生編）
- 奥寺六三郎：松本忍
- サルッキー（ラインハルトIII世）/クニミツ：石橋美佳
- 安達隼人：窪田亮（小学生編）/水島裕（中学生編）
- 梶原 慶：津田健次郎
- 常盤まどか：菅由紀子
- 藤村誠/渋谷昭彦：岩崎征実

- 和田：小嶋一成
- カズヨシ：吉田麻子
- サトル：井関佳子
- ミカ：佐高美紀
- 坪巻秀一：椙本滋
- 高原誠一：平野貴裕
- 本間太郎/酒井大輔：下崎紘史
- 田中仁：途中慎吾
- 志波リョウ：前田剛
- 加賀美敦也：深貝大輔
- 田中肇：西村仁
- 秦紀子：齊藤真紀
- 大亀総太：川原慶久
- 伊佐宏：藤原祐規
- 石原裕太：峯暢也
- 新河英樹：細見大輔
- 駒沢将斗：杉山大

### スタッフ
- 原作 - 曽田正人（講談社刊「月刊少年マガジン」連載）
- 監督 - 三沢伸
- 監督補佐 - 高林久弥
- シリーズ構成 - 上代務
- キャラクターデザイン・総作画監督 - 興村忠美
- カートデザイン（フォーミュラデザイン） - 大河原浩一、竹田佳子、ゴン・シュ（Gong Shu）、高松勝範、神谷淑貴
- 美術監督 - 高橋和博
- カラーコーディネイト - 津守裕子
- 撮影監督 - 森下成一
- 編集 - 小島俊彦
- 音楽 - 佐橋俊彦
- アフレコ演出 - 三ツ矢雄二
- 音響演出 - ハマノカズゾウ
- プロデューサー - 山川典夫、板橋秀徳、田村孔亮→小川文平
- アニメーション制作 - スタジオコメット
- 製作 - テレビ東京、創通映像、マーベラス音楽出版

### 主題歌

#### オープニングテーマ
「Never Ever」（第1話 - 第35話）
作詞 - 小林和子 / 作曲 - 矢崎俊輔 / 編曲 - 前嶋康明 / 歌 - 今井翼
- Broad Band Edition（ネット配信版）はTVオンエア時と異なるインストゥルメンタルバージョンである。

「導火線」（第36話 - 第51話）
作詞 - 井上鉄平 / 作曲・編曲・歌 - BAZRA
- 第52話ではエンディングテーマとして使用。

#### エンディングテーマ
「僕ら」（第1話 - 第14話）
作詞 - 井上鉄平 / 作曲・歌 - BAZRA
「ナナナビゲーション」（第15話 - 第32話）
作詞・作曲 - SJR / 歌 - 星井七瀬
「Here we go!」（第33話 - 第43話）
作詞・作曲 - 大渡亮 / 編曲・歌 - ミサイルイノベーション
「My Star」（第44話 - 第51話）
作詞・作曲 - Funta / 編曲 - 近田潔人 / 歌 - 菊地美香

### 各話リスト
| 話数   | サブタイトル            | 脚本     | 絵コンテ         | 演出             | 作画監督            | 放送日         |
| ------ | ----------------------- | -------- | ---------------- | ---------------- | ------------------- | -------------- |
| Lap.01 | リミッターをはずせ!     | 上代務   | 三沢伸           | 三沢伸           | 一川孝久            | 2005年 10月4日 |
| Lap.02 | オレのカート!           | 笠原邦暁 | 高林久弥         | 高林久弥         | 飯田清貴            | 10月11日       |
| Lap.03 | 初めてのサーキット!     | 岸間信明 | まつみゆう       | 西村大樹         | 岡野幸男            | 10月18日       |
| Lap.04 | フルスロットル!         | 上代務   | 古川政美         | 政木伸一         | 佐久間健            | 10月25日       |
| Lap.05 | ライバル!               | 上代務   | 濁川敦           | 濁川敦           | 金澤比呂司          | 11月1日        |
| Lap.06 | チーム・カペタ!         | 岸間信明 | 武内宣之         | 栗本宏志         | 浜津武広            | 11月8日        |
| Lap.07 | エントリー!             | 笠原邦暁 | まつみゆう       | 西村大樹         | 一川孝久            | 11月15日       |
| Lap.08 | クラッシュ!             | 上代務   | いわもとやすお   | いわもとやすお   | 北崎正浩            | 11月22日       |
| Lap.09 | コースレコード!         | 上代務   | まつみゆう       | 又野弘道         | 飯田清貴            | 11月29日       |
| Lap.10 | タイムトライアル!       | 岸間信明 | 三宅雄一郎       | 政木伸一         | 佐久間健            | 12月6日        |
| Lap.11 | スタート!               | 笠原邦暁 | 浦田保則         | 浦田保則         | 岡野幸男            | 12月13日       |
| Lap.12 | バトル!                 | 上代務   | まつみゆう       | 西村大樹         | 金澤比呂司          | 12月20日       |
| Lap.13 | チームオーダー!         | 上代務   | 武内宣之         | 栗本宏志         | 浜津武広            | 12月27日       |
| Lap.14 | ウィナー!               | 上代務   | 濁川敦           | 濁川敦           | 飯飼一幸            | 2006年 1月2日  |
| Lap.15 | ステップ・アップ!       | 岸間信明 | いわもとやすお   | いわもとやすお   | 北崎正浩            | 1月10日        |
| Lap.16 | ペナルティー!           | 前川淳   | 政木伸一         | 政木伸一         | 佐久間健            | 1月17日        |
| Lap.17 | オーバーテイク!         | 前川淳   | 三宅雄一郎       | 又野弘道         | 平川亜喜雄          | 1月24日        |
| Lap.18 | スポンサー!             | 上代務   | まつもとよしひさ | まつもとよしひさ | 岡野幸男            | 1月31日        |
| Lap.19 | フェスティバル!         | 上代務   | まつみゆう       | 西村大樹         | 金澤比呂司          | 2月7日         |
| Lap.20 | パートナー!             | 上代務   | 武内宣之         | 栗本宏志         | 浜津武広            | 2月14日        |
| Lap.21 | レーシング・ヒストリー! | 上代務   | 濁川敦           | 濁川敦           | 一川孝久            | 2月21日        |
| Lap.22 | プレッシャー!           | 岸間信明 | いわもとやすお   | いわもとやすお   | 北崎正浩            | 2月28日        |
| Lap.23 | ラストチャンス!         | 岸間信明 | 石踊宏           | 政木伸一         | 佐久間健            | 3月7日         |
| Lap.24 | コンディション!         | 前川淳   | まつみゆう       | 高橋順           | 岡野幸男            | 3月14日        |
| Lap.25 | リバース!               | 上代務   | 高林久弥         | 又野弘道         | 平川亜喜雄          | 3月21日        |
| Lap.26 | トラクション!           | 上代務   | 細越裕治         | 濁川敦           | 金澤比呂司          | 3月28日        |
| Lap.27 | ブルー・フラッグ!       | 岸間信明 | 谷口一郎         | 栗本宏志         | 浜津武広            | 4月4日         |
| Lap.28 | チャレンジ!             | 岸間信明 | いわもとやすお   | いわもとやすお   | 北崎正浩            | 4月11日        |
| Lap.29 | スリック・タイヤ!       | 前川淳   | 江上潔           | 古川政美         | 佐久間健            | 4月18日        |
| Lap.30 | ハード・レイン!         | 前川淳   | まつみゆう       | 又野弘道         | 飯田清貴            | 4月25日        |
| Lap.31 | サイド・バイ・サイド!   | 上代務   | 高橋順           | 高橋順           | 岡野幸男            | 5月2日         |
| Lap.32 | ファイナル・ラップ!     | 上代務   | 工藤進           | 濁川敦           | 一川孝久            | 5月9日         |
| Lap.33 | プレゼンテーション!     | 岸間信明 | 高林久弥         | 松浦錠平         | 平川亜喜雄          | 5月16日        |
| Lap.34 | スカウト!               | 前川淳   | まつみゆう       | 大関雅幸         | 山川宏治            | 5月23日        |
| Lap.35 | パフォーマンス!         | 上代務   | 杉島邦久         | 古川政美         | 佐久間健            | 5月30日        |
| Lap.36 | アイドリング!           | 岸間信明 | いわもとやすお   | いわもとやすお   | 北崎正浩            | 6月6日         |
| Lap.37 | ニューマシン!           | 前川淳   | 五島健           | 又野弘道         | 金澤比呂司          | 6月13日        |
| Lap.38 | フォーミュラ・ステラ!   | 上代務   | 高橋順           | 高橋順           | 岡野幸男            | 6月20日        |
| Lap.39 | ファースト・ステップ!   | 上代務   | 高林久弥         | 濁川敦           | 一川孝久            | 6月27日        |
| Lap.40 | シフトアップ!           | 岸間信明 | まつみゆう       | 伊佐英朗         | 平川亜喜雄          | 7月4日         |
| Lap.41 | ブラインド・コーナー!   | 前川淳   | 杉島邦久         | 古川政美         | 佐久間健            | 7月11日        |
| Lap.42 | ターニング・ポイント!   | 上代務   | 武内宣之         | 清水明           | 桝井一平            | 7月18日        |
| Lap.43 | ヒートアップ!           | 上代務   | いわもとやすお   | いわもとやすお   | 北崎正浩            | 7月25日        |
| Lap.44 | ピット・イン!           | 岸間信明 | 濁川敦           | 濁川敦           | 金澤比呂司          | 8月1日         |
| Lap.45 | ビクトリー・ロード!     | 前川淳   | 高橋順           | 高橋順           | 岡野幸男            | 8月8日         |
| Lap.46 | オーディション!         | 上代務   | まつみゆう       | 伊佐英朗         | 飯田清貴            | 8月15日        |
| Lap.47 | パーフェクト・ウィン!   | 上代務   | 政木伸一         | 古川政美         | 佐久間健 金澤比呂司 | 8月22日        |
| Lap.48 | ネクスト・ステージ!     | 岸間信明 | 高林久弥         | 又野弘道         | 平川亜喜雄          | 8月29日        |
| Lap.49 | バーサス!               | 上代務   | 武内宣之         | 清水明           | 泉保良輔            | 9月5日         |
| Lap.50 | セカンド・ドライバー!   | 上代務   | いわもとやすお   | いわもとやすお   | 一川孝久            | 9月12日        |
| Lap.51 | レッド・ゾーン!         | 上代務   | まつみゆう       | 高橋順           | 岡野幸男            | 9月19日        |
| Lap.52 | チェッカー・フラッグ!   | 上代務   | 三沢伸 高林久弥  | 三沢伸           | 興村忠美            | 9月26日        |

### 漫画版からの変更点
- 漫画版では実名で出ていたメーカー名はアニメ版では架空のものになっている。
- 漫画版には存在しないアニメオリジナルエピソードがある。（雲原カートランドでの大会、田川上桃太郎のカート大会入賞記念パーティーなど）
- 漫画版とアニメ版では一部の人物の名前が違う。
- FSRS最終選考で最終セクションの志波とカペタのタイム。
- 漫画版でカペタはFSRSに補欠合格となり、後にSAM'Sよりフォーミュラ・ステラに参戦するが、アニメ版では選考に落ちた後、パーセック・モータースポーツを紹介され、FSRSに合格したSAM'Sの志波と対決する。また、漫画版ではパーセック・モータースポーツに所属する秦はアニメ版では父親が監督を務める秦レーシングに所属している。